# Водяная Балка (Харьковская область)
Водяная Балка (укр. Водяна Балка) — село в Валковской городской общине Богодуховского района Харьковской области Украины.
Код КОАТУУ — 6321284505. Население по переписи 2001 г. составляет 9 (4/5 м/ж) человек.

## Географическое положение
Село Водяная Балка находится на реке Грушевая. Ниже по течению расположено село Мельниково На реке несколько запруд. Село примыкает к селу Тугаевка.

## История
- 1820 — год основания.